# Bébing
Bébing település Franciaországban, Moselle megyében. Lakosainak száma 189 fő (2022. január 1.). Bébing Barchain, Haut-Clocher, Héming, Imling, Kerprich-aux-Bois, Langatte, Sarrebourg és Xouaxange községekkel határos.

## Népesség
A település népességének változása:
| Lakosok száma | 97   | 160  | 179  | 171  | 175  | 195  | 201  | 194  | 190  | 189  |
|               | 1968 | 1982 | 1990 | 2006 | 2013 | 2015 | 2017 | 2019 | 2020 | 2022 |